# Supercopa de España femenina de hockey patines
La Supercopa de España de hockey patines femenina es una competición oficial de ámbito nacional de hockey sobre patines femenino disputada anualmente al comienzo de la temporada en formato final a cuatro entre los equipos campeones y subcampeones la Liga y de la Copa de la temporada anterior. Es organizada por la Real Federación Española de Patinaje.

## Historial
| Ed. | Temporada | Campeón                        | Res.         | Subcampeón                     | Sede                 |
| --- | --------- | ------------------------------ | ------------ | ------------------------------ | -------------------- |
| I   | 2021      | Generali HC Palau de Plegamans | 6-0          | CH Cerdanyola                  | Sardañola del Vallés |
| II  | 2022      | Telecable Gijón                | 1-0          | Generali HC Palau de Plegamans | Vilasana             |
| III | 2023      | Telecable Gijón                | 0–0 (2–1 p.) | CP Vila-sana Coop d’Ivars      | Cubellas             |
| IV  | 2024      | CP Vila-Sana Coop d'Ivars      | 3–3 (3–2 p.) | Generali HC Palau de Plegamans | Fraga                |

### Palmarés
| Equipo                   | Títulos | Subcamp. | Años campeonatos |
| ------------------------ | ------- | -------- | ---------------- |
| Club Patín Gijón Solimar | 2       | 0        | 2022, 2023       |
| HC Palau de Plegamans    | 1       | 2        | 2021             |
| Club Patí Vila-sana      | 1       | 1        | 2024             |
| CH Cerdanyola            | 0       | 1        |                  |